# Powiat rudecki (Galicja)
Powiat rudecki – dawny powiat kraju koronnego Królestwo Galicji i Lodomerii, istniejący w latach 1867–1918.
Siedzibą c.k. starostwa były Rudki. Powierzchnia powiatu w 1879 roku wynosiła 7,4407 mil kw. (428,14 km²), a ludność 55 129 osób. Powiat liczył 79 osad, zorganizowanych w 78 gmin katastralnych.
Na terenie powiatu działały 2 sądy powiatowe – w Rudkach i Komarnie.

## Starostowie powiatu
- Rudolf Ciszka (1871)
- Jan Kasparek (do 1877)[1]
- Ferdinand Bissacchini (1877–1879)
- Emil Flechner (1882)
- Albin Świtalski (od ok. 1891 do ok. 1904)[2][3]

## Komisarze rządowi
- Tytus Karchezy (1871)
- Henryk Sitkiewicz (1879)
- Seweryn Wasilewski (1882)
- Włodzimierz Bogucki (1890)

## Komisarze powiatowi
- Stanisław Matusiński (1917)[4]